# Dark Side of the Sun
Dark Side of the Sun är en Amerikansk-jugoslavisk dramafilm från 1988. Brad Pitt spelar en ung man som letar efter ett botemedel mot en fruktad hudsjukdom som gör honom känslig mot solljus. Filmen spelades in under 1988 men på grund av kriget så försvann mycket material. Efter långt sökande så återfanns filmen till sist och gavs ut 1997.

## Handling
Rick (Brad Pitt) är på jakt efter ett botemedel mot sin sjukdom som är dödlig om han kommer i kontakt med solljus. Han kommer under sin jakt i kontakt med en healer som har ett botemedel som gör att han tål solens strålar, men botemedlet varar bara i tre dagar. Han bestämmer sig då för att använda dessa tre dagar för att leva livet som han inte kunnat leva tidigare.